# Silvassa
Silvassa este un oraș în India.